# 八卦山隧道 (高鐵)
八卦山隧道全長7,357公尺，位於高鐵台中站與高鐵彰化站之間，高鐵里程TK173+021至TK180+378，屬於高鐵C260標工程項目，為全線最長的隧道。
隧道挖掘時共開闢兩個橫坑，分別為162公尺與91公尺，採用四工區六個施工面作機械開挖。因施工地質尚稱良好，曾經創下高鐵工程單月253.7公尺的開挖紀錄。

## 歷史
- 2001年4月9日開工。
- 2002年8月29日貫通。
- 2007年1月5日高鐵通車。